# Двори (Каштелир-Лабинці)
Двори (хорв. Dvori) — населений пункт у Хорватії, в Істрійській жупанії у складі громади Каштелир-Лабинці.

## Населення
Населення за даними перепису 2011 року становило 51 осіб.
Динаміка чисельності населення поселення:

## Клімат
Середня річна температура становить 13,33 °C, середня максимальна – 26,90 °C, а середня мінімальна – -1,16 °C. Середня річна кількість опадів – 935 мм.
| Клімат поселення                              | Клімат поселення | Клімат поселення | Клімат поселення | Клімат поселення | Клімат поселення | Клімат поселення | Клімат поселення | Клімат поселення | Клімат поселення | Клімат поселення | Клімат поселення | Клімат поселення | Клімат поселення |
| Показник                                      | Січ.             | Лют.             | Бер.             | Квіт.            | Трав.            | Черв.            | Лип.             | Серп.            | Вер.             | Жовт.            | Лист.            | Груд.            |                  |
| Середній максимум, °C                         | 9,53             | 10,56            | 13,78            | 17,13            | 22,29            | 25,98            | 26,90            | 26,86            | 22,28            | 17,53            | 12,40            | 9,04             |                  |
| Середня температура, °C                       | 4,18             | 5,21             | 8,43             | 11,77            | 16,93            | 20,64            | 23,18            | 23,16            | 18,56            | 13,82            | 8,69             | 5,33             |                  |
| Середній мінімум, °C                          | −1,16            | −0,14            | 3,07             | 6,42             | 11,58            | 15,29            | 19,47            | 19,44            | 14,85            | 10,11            | 4,98             | 1,62             |                  |
| Норма опадів, мм                              | 66               | 54               | 65               | 75               | 71               | 82               | 56               | 83               | 91               | 106              | 104              | 82               |                  |
| Середньомісячна швидкість вітру, м/с          | 2.12             | 2.38             | 2.50             | 2.50             | 2.26             | 2.19             | 2.16             | 2.10             | 2.14             | 2.34             | 2.38             | 2.28             |                  |
| Середньомісячна сонячна радіація, кДж/м²·день | 4461             | 7401             | 10764            | 15230            | 19353            | 21139            | 22150            | 18885            | 14049            | 8993             | 4920             | 3778             |                  |
| --------------------------------------------- | ---------------- | ---------------- | ---------------- | ---------------- | ---------------- | ---------------- | ---------------- | ---------------- | ---------------- | ---------------- | ---------------- | ---------------- | ---------------- |
| Джерело:                                      |                  |                  |                  |                  |                  |                  |                  |                  |                  |                  |                  |                  |                  |